# Feuerraum

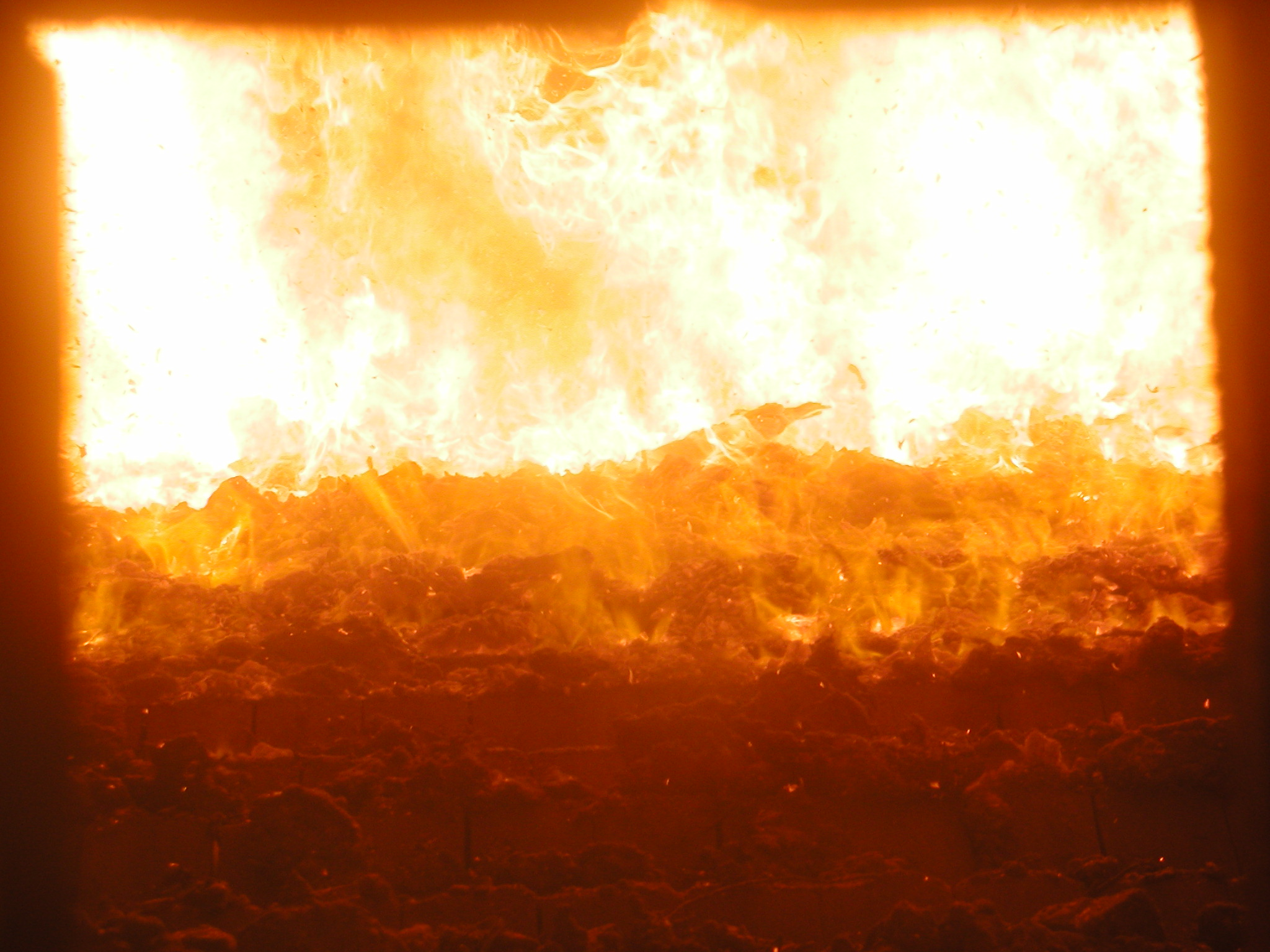
Blick in den Feuerraum eines Biomasseheizkraftwerkes (Rostfeuerung)

Als Feuerraum, Brennkammer oder Brenn(er)raum (Letzteres insbesondere bei Brennerfeuerungen) bezeichnet man in der Feuerungstechnik den Teil einer Feuerung, in dem die Verbrennung mit offener Flamme stattfindet.
Der Zweck des Feuerraumes besteht darin, dem Brennstoff genügend Verweilzeit in der Flamme zu gewähren, bevor das Abgas auf Konvektionsheizflächen (Wärmetauscherrohre) trifft. Auf diese Weise wird der vollständige Ausbrand sichergestellt und die Kohlenmonoxid-Bildung minimiert. 
Da im Feuerraum üblicherweise eine Temperatur von ca. 800 – 1300 °C (je nach Brennstoff und Art der Feuerung) mit intensiver Wärmestrahlung herrschen, ist es notwendig, dass die Feuerraumwände feuerfest ausgekleidet sind und/oder mit Wasser gekühlt sind. Im letzteren Fall findet im Feueraum bereits ein Übergang der Wärmeenergie auf den Wärmeträger statt.
Die Dampfkessel von Dampfkraftwerken bestehen im Wesentlichen aus einem Brennerraum, der mit den Verdampferrohren verkleidet ist.